# Marita Köllner
Marita Köllner (Keulen, 18 mei 1958) is een Duitse zangeres en presentatrice, die voornamelijk actief is tijdens de carnavalsperiode.

## Jeugd en opleiding
Op 10-jarige leeftijd trad ze reeds op bij carnavalszittingen. Dankzij de positieve stemmingen tijdens de carnavalsperiode verwerkte ze de privéproblemen met haar agressieve stiefvader. Als vervanger functioneerde de plaatselijke pastoor, die haar inviteerde bij de evenementen van KAJUJA, een carnavalistenvereniging, die aankomend talent opleidt voor de Keulse carnaval en  waaraan ze haar later succes te danken heeft. 

## Carrière
Haar carrière begon als buuttereedner, waarvoor ze vanwege haar rode haarkleur de artiestennaam Et fussich Julche aannam, naar het beroemde Keulse blijspel met dezelfde naam. In 1988 schreef ze samen met Henning Krautmacher, de leadzanger van de Keulse band de Höhner, het lied Denn mir sin Kölsche Mädcher. Het lied was eigenlijk bedoeld voor een viering voor haar toneeljubileum, maar het ontwikkelde zich tot haar eerste hit. Sindsdien is ze als zangeres tijdens de carnaval actief. In 2000 aanvaardde ze samen met Gisbert Baltes de presentatie van de tv-show Närrische Hitparade. Voor de WDR bracht ze bovendien verslag uit van live-uitzendingen van diverse evenementen tijdens de carnaval, onder andere bij de zittingsopening op 11 november en bij de Keulse Rosenmontagszug, met Wicky Junggeburth.

## Privéleven
In 1997 vertrok ze na de verwijdering van een goedaardige tumor kortstondig naar Mallorca.

## Discografie
- 2006: Marita Köllner - Original
- 2011: Können diese Augen lügen?

- Gemeinsame Normdatei: 134860500
- MusicBrainz: 702c7c3b-7332-448c-98b7-d67859779844
- Virtual International Authority File: 79821458
- WorldCat: E39PBJwhDG6gDwtyjVH68T4yVC